# Коростишівська волость
Коростишівська волость — адміністративно-територіальна одиниця Радомисльського повіту Київської губернії з центром у містечку Коростишів.
Станом на 1900 рік складалася з 47 поселень — 1 містечка, 22 сіл, 11 німецьких колоній, 1 єврейської колонії та 12 урочищ. Населення — 20629 осіб (10469 чоловічої статі та 10160 — жіночої).
|                     | Площа, десятин | У тому числі орної, дес. |
| ------------------- | -------------- | ------------------------ |
| Сільських громад    | 15991          |                          |
| Приватної власності | 31677          |                          |
| Казенної власності  | 462 (церковні) | —                        |
| Іншої власності     | 1              |                          |
| Загалом             | 48132          | 26941                    |

Основні поселення волості:
- Коростишів — власницьке містечко за 25 верст від повітового міста, 5463 особи, 807 дворів, 2 православні церкви, римо-католицький костьол, каплиця, 6 єврейських синагог, лютеранська кірха, учительська семінарія і при ній 2-класне зразкове училище, 2 церковно-парафіяльні школи, телеграфна, поштова казенна та поштова земська станції, лікарня, приймальний покій, лікар, 2 фельдшери, повивальна бабка, аптека, трактир, погріб для продажу вина, 4 постоялих двори, спиртовий завод, пивоварня, 2 суконні фабрики, папиросно-паперова фабрика, фабрика шведських сірників, 6 каменеобробних майстерень, 5 суконних майстерень, 3 водяних млини, 3 маслобійні, шкіряний завод, 17 кузень, цегельний завод. Було 6 ярмарок на рік. Діяв пожежний обоз.
- Березівка — власницьке село за 16 верст від повітового міста, 798 осіб, 151 двір, православна церква, каплиця, 3 кузні, запасний хлібний магазин.
- Більковці — власницьке село за 23 версти від повітового міста, 967 осіб, 176 дворів, православна церква, каплиця, церковно-парафіяльна школа, 2 кузні, запасний хлібний магазин.
- Городське — власницьке село за 18 верст від повітового міста, 1059 осіб, 205 дворів, православна церква, церковно-парафіяльна школа, казенна винна лавка, водяний млин, запасний хлібний магазин.
- Гуменники — власницьке село за 22 версти від повітового міста, 855 осіб, 135 дворів, православна церква, церковно-парафіяльна школа, 2 водяні млини, запасний хлібний магазин.
- Кам'яний Брід — власницьке село за 21 версту від повітового міста, 1316 осіб, 217 дворів, православна церква, каплиця, церковно-парафіяльна школа, майстерня лабрадорних виробів, належна власнику маєтності (В.Корчаков-Сивіцький), водяний млин, 3 вітряки, 4 кузні, солорізка, круподерка, запасний хлібний магазин.
- Козіївка — власницьке село за 20 верст від повітового міста, 995 осіб, 174 двори, православна церква, каплиця, церковно-парафіяльна школа, 2 кузні, запасний хлібний магазин.
- Минійки — власницьке село за 17 верст від повітового міста, 720 осіб, 117 дворів, православна церква, школа грамоти, кузня, запасний хлібний магазин.
- Слобідка — казенне село за 25 верст від повітового міста, 1439 осіб, 232 двори, православна церква, каплиця, 1-класна народна міністерська школа, кузня, 2 вітряки, запасний хлібний магазин.
- Старосільці — казенне село за 18 верст від повітового міста, 1160 осіб, 226 дворів, православна церква, церковно-парафіяльна школа, 2 водяних млини, 3 кузні, маслобійня, соломорізка, запасний хлібний магазин. Пожежний обоз.